# 秦敦世
秦敦世（1862年—1943年），原名宝璐，榜名宝珉，字湘臣（一作湘丞），晚号大浮老人，江苏无锡人，清末民初政治人物。

## 生平
光绪十一年（1885年）中举人。光绪三十年（1904年）挑取誊录，任国史馆校对、三品衔吏部考功司郎中。后改任工部缮司郎中。还曾任职于宪政编查馆、内阁印铸局。辛亥革命后，在北京参与创办国立历史博物馆。

## 著作
著有《无锡大浮老人诗文钞》。

## 家庭
秦观三十一世孙。秦臻第五子。
钱正英为其外孙女。